# Crvena naranča
Crvena naranča, mediteranski grm, varijetet slatke naranče koji se odlikuje s plodom čije je meso tamnocrvene boje. Tradicionalno područja uzgoja su Sicilija, Španjolska i Maroko. Postoje tri najuobičajena tipa crvene naranče, to su 'Tarocco' (domovina mu je Italija), 'Sanguinello' (iz Špajolske) i 'Moro'.
Danas se uz sve veću potražnju ove naranče uzgajaju i u Hong Kongu, Pakistanu, Egiptu, Indiji, Novom Zelandu, Kini i Iranu. Njihov uzgoj privlači kako domaće uzgajivače tako i profesionalne proizvođače. 
Kora ploda narančaste je boje, a crvenu boju mesa daje mu pigment antocijanin. Plodovi su slatki i sočni, a najnslađi ima varijetet 'Maltese'. Pored njihovog bogatog ukusa i mirisa istraživanja provedena 2003. godine pokazala su da sadržale znatno veće količine vitamina C (do 40%) i antioksidansa (do 300%), kao što su flavonoidi i antocijanini, nego obične slatke naranče, i time pokazuju značaj u prevenciji i liječenju nekoliko važnih bolesti u mnogim medicinskim područjima.
Huibridna vrsta Citrus × sinensis (L.) Osbeck), smatra se sinonim za Citrus × aurantium L. (gorka naranča).

## Varijeteti
- Svjetlocrvene
  - Citrus × sinensis 'Cara Cara', otkrivena 1976. na farmi hacienda Caracara u Venezueli
  - Citrus × sinensis 'Variegated Cara Cara'
  - Citrus × sinensis  'Maltaise Sanguine', nepoznatog podrijetla, velika vjerojatno da je s Malte. Važna je sorta u Tunisu i Maroku, a donekle i u Alžiru. Razvija snažnu pigmentaciju samo u povoljnim uvjetima. U većini rastućih područja Maltaise proizvodi samo likopen i zato se smatra svjetlocrvenom.
  - Citrus × sinensis 'Rhode Red Valencia'
  - Citrus × sinensis 'Ruby'
  - Citrus × sinensis 'Vainiglia Sanguigno', Stablo je maleno do srednje veličine. plod je crven, vrlo sočan, s ružičastim mesom pigmentiranim likopenom i glatkom narančastom koricom srednje debljine.  Zbog nedostatka kiselosti plod se može jesti već krajem jeseni ili početkom zime.
  - Citrus × sinensis 'Washington Sanguine', Washington Sanguine uzgaja se u većoj mjeri u Španjolskoj, Alžiru i Maroku i vrlo je cijenjena sorta u Europi. U lošim godinama potrošači ga jedu kao običnu naranču, a da nisu svjesni njenog pedigrea.
- Obične crvene
  - Citrus × sinensis 'Delfino'
  - Citrus × sinensis 'Doblefina'
  - Citrus × sinensis ' Entrefina'
  - Citrus × sinensis 'Sanguinello'
  - Citrus × sinensis 'Sanguinello Moscato'
  - Citrus × sinensis 'Sanguinello Moscato di Cuscuna'
  - Citrus × sinensis 'Sanguinello a Pignu'
- Tamnocrvene
  - Citrus × sinensis 'Moro'
  - Citrus × sinensis 'Sanguinelli'
  - Citrus × sinensis 'Smith Red Valencia'
  - Citrus × sinensis 'Tarocco'
  - Citrus × sinensis 'Tarocco del Muso'
  - Citrus × sinensis 'Tarocco Rosso'
  - Citrus × sinensis 'Bream Tarocco'
  - Citrus × sinensis 'Thermal Tarocco'